# Diagonal (Iowa)
Diagonal es una ciudad situada en el condado de Ringgold, en el estado de Iowa, Estados Unidos. Según el censo de 2010 tenía una población de 330 habitantes.

## Geografía
Según la Oficina del Censo de los Estados Unidos, la localidad tiene un área total de 2,34 km², la totalidad de los cuales 2,34 km² corresponden a tierra firme.

## Demografía
Según el censo de 2010, había 330 personas residiendo en la localidad. La densidad de población era de 141,03 hab./km². Había 145 viviendas con una densidad media de 61,97 viviendas/km². El 97,88% de los habitantes eran blancos, el 0,3% afroamericanos y el 1,82% amerindios.